# Geel
Geel (deutsch Gelb) ist eine Stadt im Nordosten Belgiens. Die Stadt in der Region Kempen der Provinz Antwerpen ist Sitz des Instituts für Referenzmaterialien und Messungen (IRMM) der Gemeinsamen Forschungsstelle (JRC) der Europäischen Kommission.

## Geschichte
1944 fand mit der Schlacht um Geel eine der schwersten Gefechte während der Befreiung Belgiens statt.

## Sehenswürdigkeiten
Zu den wichtigsten Sehenswürdigkeiten gehören die gotischen Kirchen St. Dymphna (niederländisch Sint-Dimpnakerk) und St. Amandus (niederländisch Sint-Amanduskerk). Weiterhin ist eine Bockwindmühle Molen van t'Veld erhalten.

## Politik

### Stadtrat
- PVDA: 1
- Vooruit: 3
- Groen: 2
- VLD: 1
- CD&V: 11
- N-VA: 10
- VB: 7

Nach der Wahl kam es zu einer Koalition aus CD&V und NVA. Sie kommen zusammen auf 21 der 35 Sitze.

## Integratives Lebensmodell
In Geel finden Menschen mit geistiger Behinderung oder psychischer Erkrankung Aufnahme in Pflegefamilien. Die Menschen arbeiten zum Beispiel in der Fahrradwerkstatt, in der Gärtnerei, in der Buchbinderei oder gehen jeden Tag ins Krankenhaus zur Beschäftigungstherapie. Durch die Unterbringung in einer Familie soll der seelischen Vernachlässigung und dem Hospitalismus vorgebeugt werden.

### Hintergründe
Schon seit Jahrhunderten kamen Menschen mit psychischen Problemen nach Geel, weil sich dort eine Reliquie der heiligen Dymphna befand, der man heilende Kräfte nachsagte. Manche Pilger zogen es vor, sich an Ort und Stelle niederzulassen, statt in die Irren- und Armenhäuser zurückzukehren. Nach und nach gewöhnten sich die Einwohner Geels an ihre Anwesenheit und kümmerten sich um sie. Im Jahr 1349 wurde der Bau der Sint-Dimpnakerk begonnen, in der die Reliquien der heiligen Dymphna aufbewahrt wurden.

### Gegenwart und Zukunft des integrativen Lebensmodells
In letzter Zeit kommen immer weniger Menschen nach Geel, weil die modernen Psychopharmaka ihnen ein selbständiges Leben ermöglichen. Seitdem bekannt wurde, dass einige Bauern sie zur Schwerarbeit zwangen, sehen Krankenschwestern bei den Familien nach dem Rechten. Der belgische Staat unterstützt die Pflegefamilien durch monatlich 400 Euro. Familienpflege kommt allerdings nur für solche Menschen in Frage, die nicht gewalttätig sind und deren Symptome durch Medikamente reduziert werden können.
Im Jahr 2023 wurde die „Bewahrung des Erbes der Pflegefamilien in der barmherzigen Stadt Geel: eine gemeindebasierte Pflege“ von der UNESCO in das Register guter Praxisbeispiele des immateriellen Kulturerbes der Menschheit aufgenommen.
In Zukunft wollen die Einwohner ihre Türen auch Kindern mit seelischen Problemen öffnen.

### Integrative Lebensmodelle in anderen Staaten
Nach dem Vorbild des Geeler Modells sind auch in Frankreich, in der Schweiz und in Deutschland ähnliche Einrichtungen gegründet worden. Außerdem gibt es zum Beispiel in Hamburg die Evangelische Stiftung Alsterdorf, wo Menschen mit und ohne geistige Behinderung gemeinsam in einem Dorf leben. In Rumänien gibt es das Projekt 18 plus, eine Art betreutes Wohnen für erwachsene Menschen mit Behinderung sowie ein Projekt nach Art der Alsterdorfer Anstalten.

## Söhne und Töchter der Stadt
- Edmond van Genechten (1903–1974), Missionar und Maler
- Albert Westerlinck (1914–1984), Literaturwissenschaftler und Schriftsteller
- Alfons De Bal (* 1943), Radrennfahrer
- Jozef Simons (* 1952), Radrennfahrer
- Jean-Pierre Wils (* 1957), Theologe und Ethiker
- Eddy Voordeckers (* 1960), Fußballspieler
- Herman Frison (* 1961), Radrennfahrer
- Ludo Dierckxsens (1964–2025), Radrennfahrer
- Ernest Bens (* 1968), Radrennfahrer
- Kathleen Aerts (* 1978), Sängerin, Ex-Mitglied der Gruppe K3 (Band)
- Jan Heylen (* 1980), Autorennfahrer
- Tim Smolders (* 1980), Fußballspieler
- Rob Peeters (* 1985), Cyclocrossfahrer
- Kirsten Flipkens (* 1986), Tennisspielerin
- Frederik Frison (* 1992), Radrennfahrer
- Michiel Vantongerloo (* 1992), Historiker, Soziologe und Politiker (VB)
- Jenthe Biermans (* 1995), Radrennfahrer
- Steff Cras (* 1996), Radrennfahrer
- Sacha Bansé (* 2001), burkinischer Fußballspieler
- Dries De Pooter (* 2002), Radrennfahrer

## Städtepartnerschaften
Es bestehen Städtepartnerschaften mit Tydavnet in Irland und Xanten in Deutschland. Beide Partnerschaften begründen sich dabei auf die Legenden der Dymphna und des Gerebernus sowie deren Verbindung zu den drei Ortschaften.